# 金塔尼利亚德特里格罗斯
金塔尼利亚德特里格罗斯，是西班牙卡斯蒂利亚-莱昂巴利亚多利德省的一个市镇。总面积32平方公里，总人口119人（2001年），人口密度4人/平方公里。